# Stroud Green
Stroud Green est une zone anglaise située au nord de Londres, dans le borough londonien de Haringey.